# Hoplismenus axillatorius
Hoplismenus axillatorius là một loài tò vò trong họ Ichneumonidae.